# Apple Mail
Apple Mail là ứng dụng email được Apple tích hợp vào các hệ điều hành macOS, iOS, iPadOS và watchOS. Ứng dụng này phát triển từ NeXTMail, vốn được NeXT phát triển như một phần của hệ điều hành NeXTSTEP, sau khi Apple mua lại NeXT vào năm 1997.
Phiên bản hiện tại của Mail sử dụng SMTP để gửi tin nhắn, POP3, Exchange và IMAP để nhận tin nhắn và S/MIME để mã hóa tin nhắn đầu cuối. Nó cũng được cấu hình sẵn để hoạt động với các nhà cung cấp email phổ biến, chẳng hạn như Yahoo! Mail, AOL Mail, Gmail, Outlook và iCloud (trước đây là MobileMe) và nó hỗ trợ Exchange. iOS có phiên bản di động của Mail với hỗ trợ Exchange ActiveSync (EAS) được bổ sung, mặc dù nó đã bỏ lỡ chức năng đính kèm tệp vào email trả lời cho đến khi phát hành iOS 9. EAS không được hỗ trợ trong phiên bản macOS của ứng dụng Mail của Apple, vấn đề chính là các tin nhắn được gửi sẽ bị trùng lặp không chính xác trong thư mục tin nhắn đã gửi, sau đó được lan truyền qua đồng bộ hóa đến tất cả các thiết bị khác bao gồm iOS.